# Bruno Sutter
Bruno Alexandre Sutter de Lima (Petrópolis, 13 de junho de 1979) é um humorista, ator, músico e compositor brasileiro.
Obteve reconhecimento por iniciar sua carreira no grupo humorístico Hermes e Renato e depois com a banda de heavy metal/rock cômico Massacration.

## Carreira

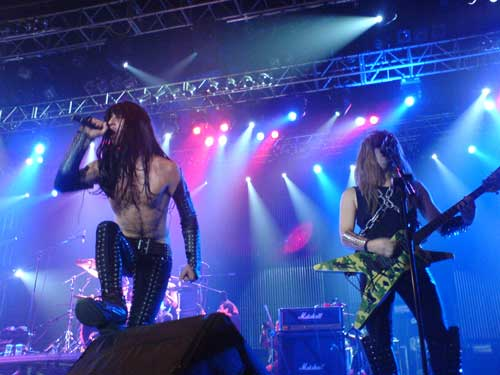
Sutter (esquerda) interpretando o Detonator em um show do Massacration

Entre os anos de 1997 e 1998, Bruno chegou a ser cantor de churrascaria, interpretando canções que iam de Netinho e Banda Beijo a Ace of Base e Elton John.
Na MTV Brasil foi um dos apresentadores do Furo MTV em 2013, apresentou o Rocka Rolla, idealizado por ele, em 2012 e fez parte do grupo Hermes e Renato de 1999 até 2011.
Em 2010, Sutter estreou na Rede Record como integrante do programa Legendários, juntamente com o grupo Hermes e Renato, que passou a se chamar Banana Mecânica por questões jurídicas, pois a MTV Brasil detinha os direitos sobre a marca Hermes e Renato na época. Ficou na emissora até março de 2012, após ter-se desligado do grupo, voltando para a MTV Brasil.
No início do ano de 2012, Bruno passou a integrar a banda The Soundtrackers, devido à facilidade de adaptação de sua voz aos diversos estilos musicais. Como todos os membros da banda se fantasiavam de algum personagem dos cinemas, Bruno encarnou o personagem Wayne Campbell (Mike Myers), do filme Quanto Mais Idiota Melhor.
Em 2013, junto com os demais apresentadores do Furo MTV, lança o canal Amada Foca no YouTube. Como Detonator, à frente de uma banda nova somente com integrantes femininas, "As Musas do Metal", lançou um disco solo, Metal Folclore: The Zoeira Never Ends..., e um livro, A Bíblia do Heavy Metal.
No dia 9 de maio de 2014, estreou na rádio Kiss FM, de São Paulo, o programa Bem Que Se Kiss.
Em fevereiro de 2015, foi eleito pelo portal Whiplash.net, através do voto popular o melhor cantor de heavy metal de 2014. Em fevereiro de 2016 repetiu o feito ao ser eleito mais uma vez como melhor cantor nacional do gênero de 2015. Em 2015 também participou da localização do jogo Smite como uma versão metaleira de Thor, renomeada "Detonathor" e com Sutter fazendo a voz de Detonator.
Seu primeiro disco sem usar a persona de Detonator foi lançado em dezembro de 2015. O primeiro single, "The Best Singer in the World", foi divulgado em seu programa na Kiss FM, no dia 26 de novembro de 2015.
No dia 17 de dezembro de 2017, Sutter lançou seu 2° disco solo, um álbum ao vivo denominado Alive in Hell, gravado em São Paulo. O disco foi lançado juntamente a um show bem sucedido na terceira edição da Comic Con Experience.
Em 2018, se juntou com a Panini Comics para promover o lançamento da saga Noites de Trevas: Metal da DC Comics, como o seu personagem Detonator.
Atualmente, é um dos 100 jurados do reality Canta Comigo, onde ele imortalizou, logo na estreia, seu bordão "Você é o verdadeiro show da TV brasileira".
Atualmente, Sutter apresenta na rádio Kiss FM o programa Bem Que Se Kiss.
Em dublagem, no jogo Smite um skin do deus Thor baseado em um roqueiro foi rebatizado DetonaThor, contando com Sutter o dublando com a mesma voz de Detonator. Bruno é o cantor do 3º tema de encerramento do anime Dragon Ball Super no Brasil, interpretando a versão brasileira da canção "Usubeni" (薄紅), da banda Lacco Tower, utilizada entre os episódios 26 e 36. Foi escolhido a dedo pelo diretor de dublagem, Wendel Bezerra, da Unidub, e aprovado pela Toei Company. Também cantou a abertura do anime Fairy Tail.
Em 2022, se tornou se o melhor jogador do game Enduro, do Atari, no mundo. No mesmo ano, participou do reality Ilha Record 2.

## Vida pessoal
Foi casado com a veterinária Adriane Cristina Sutter.
Teve um noivado com a YouTuber e apresentadora Nyvi Estephan, 12 anos mais nova, que durou 5 anos. Após o término, ambos trocaram mensagens de carinho e respeito nas redes sociais.
Atualmente namora a cantora e modelo Talita Dias.

## Personagens
Hermes e Renato
- Carlos Calhorda
- Cruzik Melo
- Delegado Falcão
- Dona Helena
- Dona Nita de Menezes
- Dr. Arthur
- Dr.Franco Faraco
- Detonator
- Exu Caveira
- Ferdinando
- Joselina
- MacGago
- Marquinhos Aguiar
- MC Cabral
- MC Rafa
- Mickey Jones
- Ney
- O Sufocador
- Padre Quemedo
- Romaria
- Super Boneca
- Suzana
- Tati Ribeiro
- Tony Bahia

Banana Mecânica (Legendários)
- Nanashara Saibaba
- Vera Nascimento
- Corolla Chateaubrioco
- Dr. Capiroto
- Dona Peida
- Maitê
- Henrique

## Discografia

### Massacration
- 2005 – Gates of Metal Fried Chicken of Death
- 2009 – Good Blood Headbanguers
- 2017 – Live Metal Espancation
- 2024 – Metal Is My Life

### Detonator e as Musas do Metal
- 2014 – Metal Folclore: The Zoeira Never Ends...
- 2015 – DetonaThor
- 2015 – Live InSana
- 2020 – Natal Metalino
- 2021 – Arraiá do Metal

### Solo
- Bruno Sutter (2015)
- Alive in Hell (2017)